# Wall Ferraz
Wall Ferraz es un municipio brasileño del estado del Piauí. Se localiza a una latitud 07º13'58" sur y a una longitud 41º54'36" oeste, a una altitud de 160 metros. Su población estimada en 2004 era de 4130 habitantes. Posee un área de 273,29 km².

## Lista de alcaldes
- Joaquim Rufino de la Silva Neto
- Rubem Nunes Martins